# Giovanni Mattio
Giovanni Mattio (Cuneo, 16 luglio 1949) è un pittore italiano.

## Biografia
Dopo la laurea in lettere classiche (Torino, 1973), affianca agli studi umanistici la ricerca in ambito artistico.  La sua formazione non avviene negli spazi tradizionali delle accademie ma si concretizza nell'assidua frequentazione di musei, studi di artisti, rassegne estemporanee. Negli anni Settanta instaura rapporti con la vicina Provenza, in particolare con Nizza, Antibes, Aix en Provence e inizia ad esporre, in ambito regionale e transalpino.
Dal 1986 è presente in mostre personali e collettive in Italia e in Francia.
Dal 1989 vive e lavora a Milano, dove affianca l'attività espositiva all'insegnamento nel Liceo classico Giovanni Berchet.
Dal 1990 è socio della Permanente di Milano, per la quale, nei bienni 2002-2003, 2004-2005 e 2018-2019 ha fatto parte della Commissione Artistica Annuale. Nel 1996 fonda, con altri artisti, l'Associazione culturale Renzo Cortina, che lascerà nel 2001.
Dopo le prime prove artistiche in ambito regionale, di matrice espressionista, Mattio elabora negli anni Ottanta un proprio linguaggio personale, collocabile nell'ambito dell'informale materico, destinato ad evolversi dopo il trasferimento a Milano e il contatto con il fervido ambiente artistico locale. Principale filo conduttore della sua ricerca è la sperimentazione sulla materia e l'uso di pigmenti naturali. Nel 1992 si colloca il ciclo telafracta, dipinti di grandi dimensioni ridotti in frammenti destinati ognuno a una propria storia. Del 1993 sono gli ilocromi, dipinti in cui la materia assume una funzione primaria sul piano cromatico, espressivo e culturale.
Nello stesso anno inizia il ciclo degli aquaveli, dipinti ottenuti con colori ad acqua e veline che danno palpabilità ad una superficie trasparente. Seguono le ceramiche polimateriche zostracon e numerose sperimentazioni nel campo dell'incisione. 
A partire dal 2000 la ricerca sulla superficie pittorica si estende ai volumi e alle forme delle tele, sulle quali Mattio lavora con una competenza quasi scultorea: nascono le tele estroflesse e introflesse, i monitors, le losanghe, i petali, fino ad arrivare a realizzare, in occasioni di mostre in spazi pubblici, delle vere e proprie installazioni site specific. Dal 2008 si affiancano ai temi mitologici, che permeano la cultura di Mattio, soggetti religiosi, in una pittura lenticolare, che si allontana sempre più dalla rappresentazione. Nell’ultimo decennio, l‘intento evocativo si traduce in un impatto timbrico forte, dominato dai blu e dai rossi.
Nel 2019 viene invitato dall'Istituto Italiano di cultura di Mosca a realizzare un progetto espositivo in occasione delle celebrazioni dei 200 anni dell'Infinito di Giacomo Leopardi.
Si sono occupati del suo lavoro: Miche Berra; Paolo Biscottini ; Cinzia Bollino Bossi; Luciano Caramel; Riccardo Cavallo; Giovanni Cerri; Claudio Cerritelli; Antonio D'Amico; Anna Giemme; Gianluca Marziani; Franco Migliaccio; Bruno Nacci; Luca Pietro Nicoletti; Fabrizio Pepino; Gerardo Pintus; Gianni Pré; Giuseppe Possa; Pier Luigi Senna; Giorgio Seveso.

## Esposizioni
Fra le principali partecipazioni a rassegne d'arte italiane, si ricordano: Arte Fiera di Bologna (1987, 1988, 1989), Expo Arte di Bari (1987, 1988, 1989), Biennale Internazionale d'arte contemporanea di Milano (1987, 1988), Rassegna biennale d'arte contemporanea di Bergamo (1988), XXXII Biennale Nazionale d'Arte Città di Milano (1993), VII Triennale dell'incisione di Milano (1994), In nome dell'astratto (Museo delle arti di Nocciano, 1995 e Castello di Revere, 1996), "Il corpo, l'anima" al Museo d'arte moderna di Gazoldo degli Ippoliti, Una via crucis al Museo della Permanente di Milano (2008), Luce equinoziale al Museo diocesano di Milano (2009), Elephant Parade (2011), Io e Leonardo (Palazzo della Regione, Milano, 2019). Nel 1987 partecipa alla realizzazione dei murales d'artista sulle case del comune di Rittana (CN), nell'ambito della rassegna Tracce d'artista. Dal 2001 partecipa alle rassegne organizzate in spazi pubblici a Milano da Arte da mangiare. 
Sue opere sono conservate in musei pubblici italiani, come il Museo della Permanente di Milano, il Museo delle arti di Nocciano, la collezione di arte contemporanea della Provincia di Cuneo, la collezione del Comune di Mondovì, Cascina Grande di Rozzano, Università Bocconi di Milano, il Museo Vito Mele di Santa Maria di Leuca, il Museo del Fango di Messina, Istituto Italiano di Cultura di Mosca.